# Multatuli-Preis
Der Multatuli-Preis (niederl.: Multatuliprijs) war ein niederländischer Literaturpreis, der von 1972 bis 2002 durch den Amsterdamer Fonds für Kunst vergeben wurde. Die Auszeichnung wurde bereits 1946 ins Leben gerufen, um die kreativen Künste zu fördern. Von 1946 bis 1971 hatte der Multatuli-Preis den Namen Prosapreis der Stadt Amsterdam (niederl.: Prozaprijs van de gemeente Amsterdam). Nach 2002 ging der Preis in den Amsterdam-Preis für Kunst auf.

## Überblick über die drei Amsterdamer Literaturpreise
Nach dem Zweiten Weltkrieg wurden in Amsterdam drei Literaturpreis eingerichtet:
- Poëzieprijs van de gemeente Amsterdam (Poesiepreis der Stadt Amsterdam) – 1945 bis 1971; von 1972 bis 2002 Herman Gorterprijs, danach Amsterdamprijs voor de kunst
- Essayprijs van de gemeente Amsterdam (Essaypreis der Stadt Amsterdam) – 1947 bis 1971; von 1972 bis 2002 Busken Huetprijs, danach Amsterdamprijs voor de kunst
- Prozaprijs van de gemeente Amsterdam (Prosapreis der Stadt Amsterdam) – 1946 bis 1971; von 1972 bis 2002 Multatulipreis, danach Amsterdamprijs voor de kunst

Seit dem Jahr 2003 sind alle drei Literaturpreise neben anderen Kunstpreisen in den Amsterdamprijs voor de kunst aufgegangen.

## Preisträger
- 2002 – Paul Claes für De Kameleon
- 2001 – Jeroen Brouwers für Geheime Kamers
- 2000 – Kees ’t Hart für De revue
- 1999 – Marie Kessels für Ongemakkelijke portretten
- 1998 – Dirkje Kuik für Broholm
- 1997 – Maria Stahlie für Honderd deuren
- 1996 – Rascha Peper für Russisch blauw
- 1995 – Tonnus Oosterhoff für Het dikke hart
- 1994 – Nelleke Noordervliet für De naam van de vader
- 1993 – Harry Mulisch für De ontdekking van de hemel (dt. Die Entdeckung des Himmels)
- 1992 – Dirk van Weelden für Mobilhome
- 1991 – Marita Mathijsen für De geest van de dichter
- 1990 – Marjolijn Februari für De zonen van het uitzicht
- 1989 – Armando für De straat en het struikgewas
- 1988 – Stefan Hertmans für Gestolde wolken
- 1987 – H. C. ten Berge für Het geheim van een opgewekt humeur
- 1986 – A.F.Th. van der Heijden für De gevarendriehoek (dt. Das Gefahrendreieck)
- 1985 – Cees Nooteboom für In den niederländischen Bergen
- 1984 – Armando für Machthebbers, verslagen uit Berlijn en Toscane
- 1983 – K. Schippers für Beweegredenen
- 1982 – Hugo Brandt Corstius für Opperlandse taal- & letterkunde
- 1981 – Doeschka Meijsing für Tijger, tijger!
- 1980 – Jeroen Brouwers für Het verzonkene
- 1979 – Renate Rubinstein für Niets te verliezen en toch bang
- 1978 – Gerrit Krol für De weg naar Sacramento
- 1977 – Louis Ferron für De Keisnijder van Fichtenwald: Of de metamorfosen van een bultenaar
- 1976 – Bob den Uyl für Gods wegen zijn duister en zelden aangenaam
- 1975 – Maarten ’t Hart für Het vrome volk
- 1974 – Anton Koolhaas für Vanwege een tere huid
- 1973 – durch den vorzeitigen Tod von Jan Arends nicht vergeben
- 1972 – Louis Paul Boon für Pieter Daens of hoe in de negentiende eeuw de arbeiders van Aalst vochten tegen armoede en onrecht

## Preisträger des Prosapreises der Stadt Amsterdam
- 1971 – H.C ten Berge für Een geval van verbeelding
- 1970 – nicht vergeben
- 1969 – William D. Kuik für Utrechtse notities
- 1968 – Gerrit Krol für Het gemillimeterde hoofd
- 1967 – Jan Cremer für Ik Jan Cremer, Tweede boek
- 1966 – Gerard Kornelis van het Reve für Op weg naar het einde
- 1965 – Bob den Uyl für Vogels kijken
- 1964 – Jos Ruting für Lydia en de zwaan
- 1963 – Gerard Kornelis van het Reve für Tien vrolijke verhalen
- 1963 – Jan Wolkers für Serpetina's petticoat
- 1963 – M. Cohen für Mevrouw de Valdon
- 1962 – William G. van Maanen für De dierenhater
- 1961 – Inez Dullemen für De oude man
- 1961 – Anton Koolhaas für Gekke witte
- 1961 – Barend Roest Crollius für Dagboek van Sara
- 1960 – Simon Vestdijk für De ziener
- 1959 – Remco Campert für De jongen met het mes
- 1959 – Vincent Mahieu für Tjies
- 1958 – nicht vergeben
- 1957 – Maurits Dekker für Op zwart stramien
- 1956 – Anna Blaman für Op leven en dood
- 1955 – R. Blijstra für Een schot in de bergen
- 1955 – Inez Dullemen für Het verzuim
- 1955 – Marie-Sophie Nathusius für De partner
- 1954 – J. B. Charles für Volg het spoor terug
- 1953 – A. Alberts für Groen
- 1951 – nicht vergeben
- 1949 – Anna Blaman für Eenzaam avontuur
- 1949 – Josef Cohen für De tocht van de dronken man
- 1948 – Annie Romein-Verschoor für Vaderland in de verte
- 1947 – Dola de Jong für En de akker is de wereld
- 1946 – Simon Vestdijk für Pastorale 1943